# Kungsmakrill
Kungsmakrill (Scomberomorus cavalla) är en fiskart som först beskrevs av Georges Cuvier 1829.  Kungsmakrill ingår i släktet Scomberomorus och familjen makrillfiskar. IUCN kategoriserar arten globalt som livskraftig.

## Beskrivning
Kungsmakrillen är en långsträckt fisk med grå rygg samt silverfärgade sidor och buk. De två ryggfenorna (av vilka den främre, tillsammans med bröstfenorna, normalt är infällda i fåror i kroppen) har 12 till 18 taggstrålar och 15 till 18 mjukstrålar. Ungfiskarna har gulbruna fläckar i 5 till 6 rader på sidorna. Arten kan som mest bli 184 cm lång och väga 45 kg, men vanligen är den mellan 50 och 90 cm lång. Som mest kan arten bli 14 år gammal.

## Utbredning
Utbredningsområdet omfattar västra Atlantkusten från Massachusetts i USA över Västindien, Mexikanska golfen och Venezuela till delstaten Santa Catarina i Brasilien.

## Ekologi
Arten påträffas ofta ensam eller i mindre grupper nära rev i det öppna havet, men kan också företa långa vandringar i stora stim. Födan består till största delen av fisk, speciellt sillfiskar, men räkor och bläckfiskar kan också tas. Honor kan bli 32 år gamla, och hanar 26 år.

### Fortplantning
Tidpunkten för lek varierar med den geografiska lokalisationen: I den norra delen av utbredningsområdet äger den rum i maj till november, i Mexikanska golfen parar den sig under maj till september, i Västindien året om med en topp i april till augusti, och längst i söder från oktober till mars. Larverna vistas nära ytan i varma vatten med en temperatur mellan 26 och 31 °C och en salthalt på 27 till 35 promille.

## Ekonomisk betydelse
Kungsmakrillen är föremål för ett betydande kommersiellt fiske, trots att den har uppvisat höga kvicksilverhalter. Även sportfiske förekommer. Den misstänks även kunna orsaka ciguatera (en typ av matförgiftning).
IUCN klassificerar arten som livskraftig ("LC"), och populationen är stabil, men de konstaterar samtidigt att den är nära överfiske i vissa områden.